# دکلن دان
دکلن دان (انگلیسی: Declan Dunn؛ زادهٔ ۸ اکتبر ۲۰۰۰) بازیکن فوتبال است.
از باشگاه‌هایی که در آن بازی کرده‌است می‌توان به باشگاه فوتبال نوتس کانتی اشاره کرد.